# Gesellschaft für Christlich-Jüdische Zusammenarbeit München
Die Gesellschaft für christlich-jüdische Zusammenarbeit in München ist die älteste Gesellschaft dieser Art in Deutschland. Sie ist Mitglied im Deutschen Koordinierungsrat der Gesellschaften für Christlich-Jüdische Zusammenarbeit und durch diesen im Internationalen Rat der Christen und Juden.

## Geschichte
Die Gesellschaft wurde am 9. Juli 1948 auf Anregung der US-amerikanischen Militärregierung und des Internationalen Rats der Christen und Juden gegründet. Ein bereits bestehendes Komitee zur Bekämpfung des Antisemitismus in München, dem unter anderem der Stadtschulrat Anton Fingerle angehörte, ging in der neu gegründeten Gesellschaft auf. Vorsitzende des ersten Vorstands waren der katholische Oberbürgermeister Karl Scharnagl, der evangelische Journalist Hans Gensert und der jüdische Arzt Julius Spanier.
Karl Scharnagl trat im August 1949 als katholischer Vorsitzender zurück, nachdem er aufgrund von Äußerungen über eine „zunehmende antisemitische Stimmung“ in Bayern in die Kritik geraten war. Seine Funktion übernahm Stadtschulrat Anton Fingerle, der dieses Amt bis 1970 ausübte.
Im September 1949 war die Münchner Gesellschaft Mitbegründer des neuen Dachverbands Deutscher Koordinierungsrat der Gesellschaften für Christlich-Jüdische Zusammenarbeit.
1951 wurde erstmals die Veranstaltung Woche der Brüderlichkeit nach Vorbild der US-amerikanischen Brotherhood Weeks abgehalten. Sie wurde ab 1952 unter Mitwirkung von Hermann Ebeling, dem Verbindungsmann zur amerikanischen National Conference of Christians and Jews (NCCJ) von Everett R. Clinchy auch von den anderen deutschen Gesellschaften übernommen.
1951 wurde eine Sektion in Augsburg gegründet, 1952 eine in Regensburg, die beide zunächst organisatorisch mit der Münchner Gesellschaft verbunden waren. Die Gesellschaft in Augsburg wurde 1989 zu einem eigenständigen Verein, Regensburg gründete im März 2023 einen eigenständigen Verein.
In den 1960er und 1970er Jahren setzte sich die Gesellschaft zusammen mit anderen Organisationen für eine Abänderung der als antisemitisch empfundenen Textpassagen in den Oberammergauer Passionsspielen ein.

## Arbeit
Die Gesellschaft führt öffentliche Vorträge, Lesungen, Diskussionsrunden und Seminare durch. Die Woche der Brüderlichkeit wird im März jeden Jahres im Münchner Rathaus eröffnet. 

## Organisation
Die Gesellschaft ist als gemeinnütziger Verein anerkannt. Zurzeit (Stand April 2023) hat die Gesellschaft 320 Mitglieder. Die Vorsitzenden sind Abi Pitum (jüdisch), Reiner Schübel (evangelisch) und Andreas Renz (katholisch).